# Véber István
Véber István (Mérk, 1980. december 8. –) meteorológus. 2004-2020-ig az RTL Klub időjósa volt. 2020. szeptember 11-én szerepelt utoljára meteorológusként az RTL Klub képernyőjén, ugyanis hivatásos programozóként folytatja tovább, a televíziótól is elbúcsúzik.

## Iskolái
Az általános iskolát szülőfalujában, Mérken végezte, majd a Vásárhelyi Pál Építőipari és Környezetvédelmi-Vízügyi Szakközépiskolában érettségizett Nyíregyházán. Az egyetem megkezdésekor költözött Budapestre, az Eötvös Loránd Tudományegyetem Természettudományi Karán a meteorológus szakon végzett. 2003-ban, a diplomaszerzés után helyezkedett el az Országos Meteorológiai Szolgálat Repülésmeteorológiai és Veszélyjelző Osztályán.

## Az RTL Klubnál
Az RTL Klubnál a távozó Aigner Szilárd helyét vette át, eleinte csak reggel és délben látta el friss időjárás-jelentéssel a csatorna nézőit, de hamar teljes állású időjóssá vált.

## Hobbi
Hobbija a biciklizés, síelés és a vitorlázás.